# Ацано Сан Паоло
Ацано Сан Паоло (итал. Azzano San Paolo) је насеље у Италији у округу Бергамо, региону Ломбардија.
Према процени из 2011. у насељу је живело 7131 становника. Насеље се налази на надморској висини од 222 м.

## Становништво
Према резултатима пописа становништва 2011. у општини је живело 7.597 становника.
| 1931. | 1936. | 1951. | 1961. | 1971. | 1981. | 1991. | 2001. | 2011. |
| ----- | ----- | ----- | ----- | ----- | ----- | ----- | ----- | ----- |
| 1.646 | 1.829 | 2.251 | 2.829 | 4.069 | 5.393 | 6.346 | 6.769 | 7.597 |